# Cuphodes didymosticha
Cuphodes didymosticha là một loài bướm đêm thuộc họ Gracillariidae. Nó được tìm thấy ở Queensland.